# 奧斯尼亞吉
50°22′23″N 33°50′19″E / 50.37306°N 33.83861°E
奧斯尼亞吉（烏克蘭語：Осняги），是烏克蘭中部的村莊，隸屬波爾塔瓦州的米爾霍羅德區。該村分別距離基布利齊克1公里和韋奇爾奇涅1.5公里，始建於1890年，面積1.14平方公里，海拔高度125米，2001年人口304。